# I-League 2024-2025
L'I-League 2024-2025 (nota come Hero I-League per motivi di sponsorizzazione) sarà la diciottesima edizione della I-League, il campionato professionistico indiano di calcio per club.

## Novità
Il numero di squadre partecipanti scende da 13 a 12, in quanto la vincitrice Mohammedan è stata promossa in Super League per il campionato 2024-2025, NEROCA e TRAU invece retrocesse, vengono sostituite dalle neopromosse dalla I-League 2nd Division Dempo e Sporting Bengaluru.

## Stagione
L'Inter Kashi ha ottenuto una vittoria per 3-0 a tavolino nell'ottava giornata, contro il Namdhari, per via del fatto che quest'ultima ha schierato un giocatore non convocabile. Decisione inizialmente revocata che è stata ribaltata dal CAS, conferendo all'Inter Kashi il suo primo titolo nazionale.

## Squadre partecipanti

### Allenatori
| Squadra            | Allenatore               | Vice-allenatore    |
| ------------------ | ------------------------ | ------------------ |
| Aizawl             | Bobi Stojkoski           | Lalruatliana Sailo |
| Churchill Brothers | Dimitris Dimitriou       | Mario Soares       |
| Delhi              | Yan Law                  | Harmanjot Khabra   |
| Dempo              | Samir Subash Naik        |                    |
| Gokulam Kerala     | Antonio Fernández        | Cristian Rodriguez |
| Inter Kashi        | Antonio López Habas      | Arata Izumi        |
| Namdhari           | Fernando Capobianco      |                    |
| Rajasthan United   | Walter Caprile           | Prashant J Singh   |
| Real Kashmir       | Ishfaq Ahmed             | Harshad Meher      |
| Shillong Lajong    | José Hevia               | Bobby Nongbet      |
| Sporting Bengaluru | Chinta Chandrashekar Rao |                    |
| Sreenidi Deccan    | Rui Amorim               | Birendra Thapa     |

## Giocatori stranieri
| Squadra            | Giocatore 1            | Giocatore 2          | Giocatore 3       | Giocatore 4     | Giocatore 5      | Giocatore 6   |
| ------------------ | ---------------------- | -------------------- | ----------------- | --------------- | ---------------- | ------------- |
| Aizawl             |                        |                      |                   |                 |                  |               |
| Churchill Brothers | Sebastián Gutiérrez    | Aubin Kouakou        | Kurtis Guthrie    | Wayde Lekay     | Pape Gassama     |               |
| Delhi              | Dawa Kuenjung Tshering | Stephane Dang        | Stephen Acquah    | Laken Limbu     | Nelson Okwa      |               |
| Dempo              | Shaher Shaheen         | Matija Babović       | Damián Peréz Roa  | Juan Mera       |                  |               |
| Gokulam Kerala     | Martín Cháves          | Nacho Abeledo        | Sergio Llamas     | Adama Niane     |                  |               |
| Inter Kashi        | Julen Pérez            | Mario Barco          | Nikola Stojanović | Joni Kauko      | Domingo Berlanga | David Bollo   |
| Namdhari           | Joseph Gordon          | Francis Addo         | Adri Montoro      | Vicente         | Cledson          |               |
| Rajasthan United   | Ronaldo Johnson Mina   | Ronny Rodríguez      | Alain Oyarzun     | Ernest Antwi    | Gerard Artigas   |               |
| Real Kashmir       | Aminou Bouba           | Ramazani Tshimanga   | Idan Ocran        | Kamal Issah     | Abdou Karim Samb |               |
| Shillong Lajong    | Daniel Gonçalves       | Marcos Rudwere Silva | Renan Paulino     | Douglas Tardin  | Imanol Arana     |               |
| Sporting Bengaluru | Jordan Lamela          |                      |                   |                 |                  |               |
| Sreenidi Deccan    | Faysal Shayesteh       | Eli Sabiá            | William Alves     | David Castañeda | Roly Bonevacia   | Ángel Orelién |

## Classifica
|  | Pos. | Squadra            | Pt | G  | V  | N | P  | GF | GS | DR  |
|  | ---- | ------------------ | -- | -- | -- | - | -- | -- | -- | --- |
|  | 1.   | Inter Kashi        | 42 | 22 | 12 | 6 | 4  | 43 | 31 | +12 |
|  | 2.   | Churchill Brothers | 40 | 22 | 11 | 7 | 4  | 45 | 25 | +20 |
|  | 3.   | Gokulam Kerala     | 37 | 22 | 11 | 4 | 7  | 45 | 29 | +16 |
|  | 4.   | Real Kashmir       | 37 | 22 | 10 | 7 | 5  | 31 | 25 | +6  |
|  | 5.   | Rajasthan Utd      | 33 | 22 | 9  | 6 | 7  | 34 | 33 | +1  |
|  | 6.   | Namdhari           | 32 | 22 | 9  | 5 | 8  | 30 | 27 | +3  |
|  | 7.   | Dempo              | 29 | 22 | 8  | 5 | 9  | 35 | 33 | +2  |
|  | 8.   | Shillong Lajong    | 28 | 22 | 7  | 7 | 8  | 46 | 45 | +1  |
|  | 9.   | Sreenidi Deccan    | 28 | 22 | 7  | 7 | 8  | 34 | 37 | -3  |
|  | 10.  | Aizawl             | 23 | 22 | 6  | 5 | 11 | 35 | 46 | -15 |
|  | 11.  | Sporting Bengaluru | 21 | 22 | 5  | 6 | 11 | 24 | 42 | -18 |
|  | 12.  | Delhi              | 14 | 22 | 3  | 5 | 14 | 21 | 44 | -23 |

Ai Churchill Brothers è stato detratto un punto per aver schierato un giocatore non idoneo nella partita contro Aizawl.
Legenda:

      Campione I-League e promossa alla Super League 2025-2026.
      Retrocessa in I-League 2nd Division.

## Statistiche

### Classifica in divenire
|                    | 1ª | 2ª | 3ª | 4ª | 5ª | 6ª | 7ª | 8ª | 9ª | 10ª | 11ª | 12ª | 13ª | 14ª | 15ª | 16ª | 17ª | 18ª | 19ª | 20ª | 21ª | 22ª |
| ------------------ | -- | -- | -- | -- | -- | -- | -- | -- | -- | --- | --- | --- | --- | --- | --- | --- | --- | --- | --- | --- | --- | --- |
| Aizawl             | 1  | 4  | 5  | 5  | 5  | 6  | 6  | 6  | 6  | 9   | 9   | 9   | 10  | 10  | 11  | 11  | 14  | 14  | 17  | 17  | 18  | 21  |
| Churchill Brothers | 1  | 1  | 4  | 7  | 10 | 13 | 13 | 16 | 19 | 19  | 22  | 23  | 26  | 27  | 28  | 29  | 32  | 35  | 38  | 39  | 39  | 40  |
| Delhi              | 1  | 1  | 1  | 4  | 5  | 8  | 8  | 9  | 9  | 9   | 9   | 9   | 9   | 10  | 10  | 10  | 13  | 13  | 13  | 13  | 13  | 14  |
| Dempo              | 1  | 4  | 7  | 7  | 10 | 10 | 10 | 10 | 11 | 11  | 14  | 14  | 17  | 18  | 19  | 19  | 19  | 22  | 22  | 25  | 26  | 29  |
| Gokulam Kerala     | 3  | 4  | 5  | 5  | 6  | 7  | 10 | 13 | 13 | 16  | 19  | 19  | 19  | 19  | 22  | 25  | 25  | 28  | 31  | 34  | 37  | 37  |
| Inter Kashi        | 3  | 6  | 7  | 8  | 8  | 11 | 14 | 14 | 17 | 17  | 18  | 21  | 21  | 24  | 25  | 28  | 28  | 31  | 32  | 35  | 36  | 39  |
| Namdhari           | 1  | 1  | 1  | 4  | 7  | 8  | 11 | 14 | 17 | 20  | 21  | 24  | 24  | 25  | 25  | 26  | 29  | 29  | 29  | 29  | 32  | 32  |
| Rajasthan United   | 0  | 3  | 3  | 3  | 6  | 7  | 10 | 11 | 12 | 15  | 16  | 19  | 20  | 21  | 21  | 24  | 24  | 24  | 27  | 30  | 33  | 33  |
| Real Kashmir       | 3  | 4  | 7  | 8  | 8  | 9  | 10 | 10 | 13 | 16  | 16  | 19  | 20  | 23  | 26  | 26  | 29  | 32  | 32  | 35  | 36  | 37  |
| Shillong Lajong    | 1  | 1  | 2  | 5  | 6  | 6  | 9  | 12 | 13 | 13  | 16  | 16  | 19  | 22  | 23  | 23  | 26  | 26  | 26  | 26  | 27  | 28  |
| Sporting Bengaluru | 0  | 0  | 0  | 3  | 4  | 5  | 5  | 5  | 5  | 8   | 8   | 9   | 12  | 13  | 14  | 17  | 17  | 17  | 20  | 20  | 20  | 21  |
| Sreenidi Deccan    | 0  | 3  | 6  | 6  | 6  | 6  | 9  | 10 | 11 | 11  | 12  | 15  | 16  | 16  | 19  | 22  | 22  | 25  | 26  | 27  | 27  | 28  |